# Комплементарность (генетика)
Комплемента́рность или комплементарное взаимодействие — тип взаимодействия генов, при котором для проявления дикого типа некоторого признака необходимы доминантные аллели сразу нескольких генов. Комплементарность относят к неаллельным типам взаимодействия генов.

## Механизм
Хорошо изученный пример комплементарного взаимодействия генов — наследование цвета глаз у плодовой мушки дрозофилы. У мух дикого типа глаза тёмно-красные; однако существуют мухи и с другим цветом глаз — ярко-красным, коричневым или белым. Для проявления окраски дикого типа необходим синтез бурого и красного пигментов. Бурый пигмент синтезируется из аминокислоты триптофана в несколько этапов, за каждый из которых отвечает определённый фермент. Если хотя бы один из них будет нефункционален, то бурый пигмент не будет синтезироваться и муха будет иметь ярко-красные глаза. Если же синтез и красного пигмента нарушен, то муха будет иметь белые глаза. Таким образом, для нормального цвета глаз у мух необходимо, чтобы каждый из генов, кодирующих ферменты биосинтеза красного и коричневого пигментов, был представлен хотя бы одной доминантной аллелью.
Механизм комплементарности наблюдается в случае взаимодействия генов, определяющих форму плодов у тыквы. Форма плода определяется двумя генами, A и B. Если оба гена представлены хотя бы одной доминантной алеллью, тыквина имеет дисковидную форму. Если один из генов представлен только рецессивными алеллями, то плод имеет сферическую форму, а у рецессивных гомозигот по обоим генам формируются удлинённые тыквины.